# Nasenblasversuch

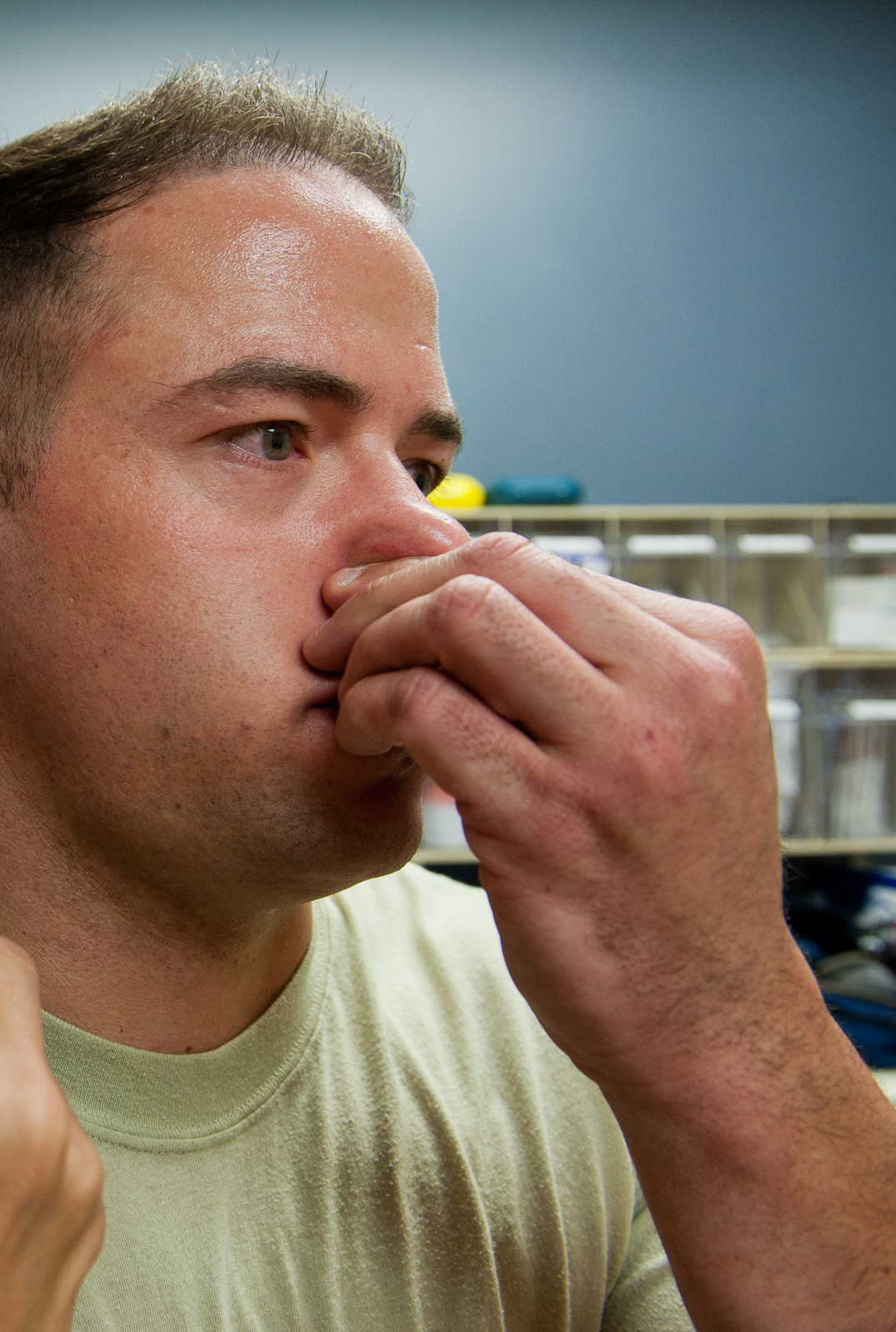
Nasenblasversuch

Der Nasenblasversuch ist eine Methode der Diagnostik in der Zahnmedizin, um nach einer Zahnextraktion im Oberkieferseitenzahnbereich die Eröffnung der Kieferhöhle als mögliche Komplikation der Extraktion auszuschließen. Ferner ist es ein Diagnoseverfahren zur Prüfung der Nasendurchgängigkeit, insbesondere beim Kleinkind.

## Anatomische Grundlagen

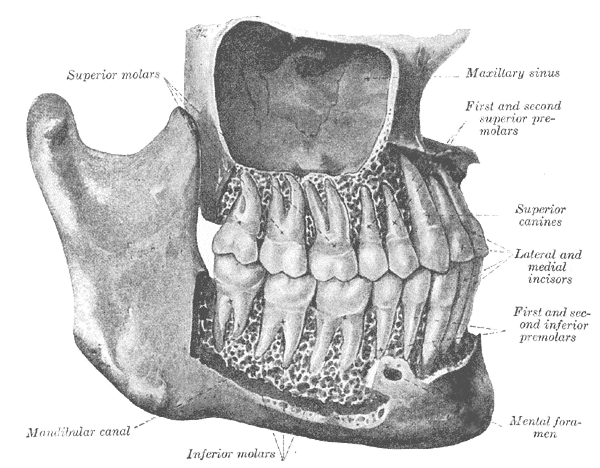
Anatomische Nähe von Kieferhöhle und Wurzelspitzen der oberen Molaren

Während der Extraktion eines Zahnes kann eine Verbindung von der Mundhöhle über das Zahnfach und die durchstoßene dünne Lamelle des Kieferhöhlenbodens zur Kieferhöhle entstehen, eine Mund-Antrum-Verbindung, (MAV). Physiologisch besteht über den Ausgang der Kieferhöhle zum mittleren Nasengang eine Verbindung bis in den Rachenbereich. Je nach Druckverhältnissen kann Luft und Sekret durch dieses verbundene System strömen.

## Durchführung
Beim Nasenblasversuch erfolgt ein Druckaufbau in der Nasenhöhle, indem bei zugehaltener Nase in die Nase geschnaubt wird. Das begleitende „Ohrenknacken“ ist ein Zeichen für den erhöhten Druck in der Nase und im Rachenraum (Valsalva-Versuch). Dabei dichtet das Gaumensegel den Mundraum an der Zungenwurzel ab, so dass in der Mundhöhle kein Druckaufbau erfolgt. Für den Nasenblasversuch muss der Mund geöffnet bleiben. Sollte die Kieferhöhle eine offene Verbindung zur Mundhöhle haben, wegen des eröffneten Kieferhöhlenbodens während der Extraktion, dann strömt Luft unter hohem Druck aus der Nase in die Kieferhöhle und von dort über die zu diagnostizierende Mund-Antrum-Verbindung (MAV, Mund-Kieferhöhlen-Öffnung) in den Mund. Das ist mit einem lauten Geräusch (Zischen, Pfeifen, Gurgeln) aus der Alveole verbunden. Der Nasenblasversuch ist in diesem Fall positiv, was als therapeutische Konsequenz eine plastische Deckung mit dichtem Verschluss der Wunde erfordert, um die entstandene Verbindung zu verschließen. Das Blut in der Alveole kann bei einem positiven Nasenblasversuch durch den Luftstrom aus der Alveole sichtbare Bläschen in der Alveole bilden.

### Falsche Ergebnisse
Gelegentlich kommt es zu einem falsch positiven Ergebnis, wenn das Zischen eine andere Ursache hat, weil beispielsweise das Gaumensegel am Mundboden wegen der erfolgten Betäubung des Gaumens im Rahmen der Zahnextraktion nicht dicht abschließt und flattert. Ebenso können Zysten, Polypen oder Tumoren die MAV verschließen, so dass keine Luft aus der Alveole ausströmt (falsch negatives Ergebnis).

## Umgekehrter Nasenblasversuch
Eine Ergänzung zum Nasenblasversuch stellt der umgekehrte Nasenblasversuch dar. Dabei wird versucht einen Luftstrom von der Mundhöhle in die Nasenhöhle zu erzeugen, um so zu diagnostizieren, ob die Kieferhöhle zum Mund hin eröffnet ist. Dazu bläst der Patient seine Wangen auf („wie ein Trompeter“). Die Nase wird beim umgekehrten Nasenblasversuch nicht zugehalten. Dabei wird das Gaumensegel automatisch gegen die hintere Rachenwand gedrückt, so dass die Nasennebenhöhle abgeschlossen ist. In der Nasenhöhle herrscht normaler Druck. Der Druckerhöhung in der Mundhöhle erfolgt durch die aufgepusteten Wangen und/oder durch den durch die Lungen erzeugten Luftdruck. Der umgekehrte Nasenblasversuch fällt dann positiv aus, wenn die Luft vom Mund über die Kieferhöhle in die Nase entweichen kann, was durch ein deutliches Zischen der ausströmenden Luft aus der Nase hörbar wird. Gegebenenfalls ist wegen der eröffneten Kieferhöhle ein Druckaufbau im Mund gar nicht möglich und die Wangen können gar nicht aufgeblasen werden. Bei einer sehr kleinen Kieferhöhleneröffnung geht der Druckabfall nur sehr langsam vonstatten. Wenn nach einer Zahnextraktion auch die Lippe mit betäubt ist, kann der Patient die Lippen nicht richtig schließen, wodurch die Luft durch die Lippenspalte zischen kann. Um dies zu verhindern werden die Lippen des Patienten zugehalten. Der umgekehrte Nasenblasversuch als zusätzliches Diagnostikmerkmal wird damit begründet, dass der Defekt im Kieferhöhlenboden beim regulären Nasenblasversuch  durch eine Art Ventillappen verschlossen werden kann, der nur beim umgekehrten Nasenblasversuch den Luftdurchtritt erlaubt.
Der Nasenblasversuch ist einer Sondierung vorzuziehen, da beim Sondieren eventuell die dünne, verbliebenen Restschleimhaut am Kieferhöhlenboden durchstochen werden kann und dadurch erst eine Mund-Antrum-Verbindung erzeugt wird.

## Medizin
Der Nasenblasversuch ist ein Diagnoseverfahren in der Kinder- und Hals-Nasen-Ohren-Heilkunde zur Prüfung der Nasendurchgängigkeit insbesondere beim Kleinkind. Bei einseitig behinderter Nasenatmung ist beim Nasenblasversuch ein ungleichseitiges Beschlagen eines unter die Nase gehaltenen kalten Metallspiegels festzustellen.